# Tooke's Pantheon
Tooke's Pantheon (titre complet : Tooke's Pantheon of the Heathen Gods and Illustrious Heroes ; en français Panthéon des dieux païens et des héros illustres de Tooke) est un ouvrage de mythologie grecque. Écrit par le jésuite François Pomey (1619-1673) sous le nom latin Pantheum mythicum seu fabulosa deorum historia, il devient un manuel de mythologie utilisé pendant les deux siècles qui suivent.
Samuel Petiscus (en), engagé par l'éditeur pour corriger la sixième édition, indique que ce livre, issu de Boccace, Giraldi et Conti, était inestimable pour l'enseignement des classiques de la « jeunesse studieuse ». Il a été traduit en anglais en 1698 par Andrew Tooke, futur directeur de la Charterhouse School, qui ne citait pas l'auteur de l'original. Il devient connu comme le Tooke’s Pantheon of the Heathen Gods and Illustrious Heroes. Il a été réimprimé vingt-trois fois jusqu'en 1771. Il a été publié comme adapté à l'usage des étudiants de tous les âges et de tous les sexes aux États-Unis jusqu'en 1859.